# 黃昏的故鄉
〈黃昏的故鄉〉（或作、等），是一首臺語的日曲翻唱歌。原曲〈赤い夕陽の故郷〉為1958年11月錄製上市，由日本人中野忠晴作曲、橫井弘作詞、三橋美智也所演唱，1959年由台灣音樂家文夏填台語詞後翻唱。當年許多被中華民國政府列入黑名單的台灣人二十餘年無法回台，所以在海外台灣人的聚會中，〈黃昏的故鄉〉是最常被吟唱的歌曲。今日，除了文夏的版本持續傳唱外，亦有許多台語歌手翻唱此經典台語歌曲。
本曲在台灣戒嚴與白色恐怖時期，與〈望你早歸〉、〈補破網〉、〈望春風〉以及〈媽媽請你也保重〉等曲並列台獨及黨外運動勢力的五大精神歌曲。